# Radio télévision publique géorgienne
La Sakartvelos Sasogadoebriwi Mauzkebeli, en géorgien საქართველოს საზოგადოებრივი მაუწყებელი - Sakartvelos Sasogadoebriwi Mauzkebeli et en anglais Georgian Public Broadcaster (GPB), est l'entreprise de radio-télévision nationale de la république de Géorgie. 
Membre de l'union européenne de radio-télévision (UER) depuis 2005, elle opère deux chaînes de télévision en géorgien (1TV et TV2) et deux stations de radio (Radio 1 et Radio 2). Elle a créé en 2010 une chaîne en russe Первый Кавказский канал, (Pervyi Kavkazsky kanal, Premier canal caucasien), qui a fait l'objet pour sa diffusion par satellite d'un conflit avec Eutelsat.
En 2009, 85 % de la population est en mesure de recevoir les émissions de 1TV contre 55 % pour TV2.

## Histoire

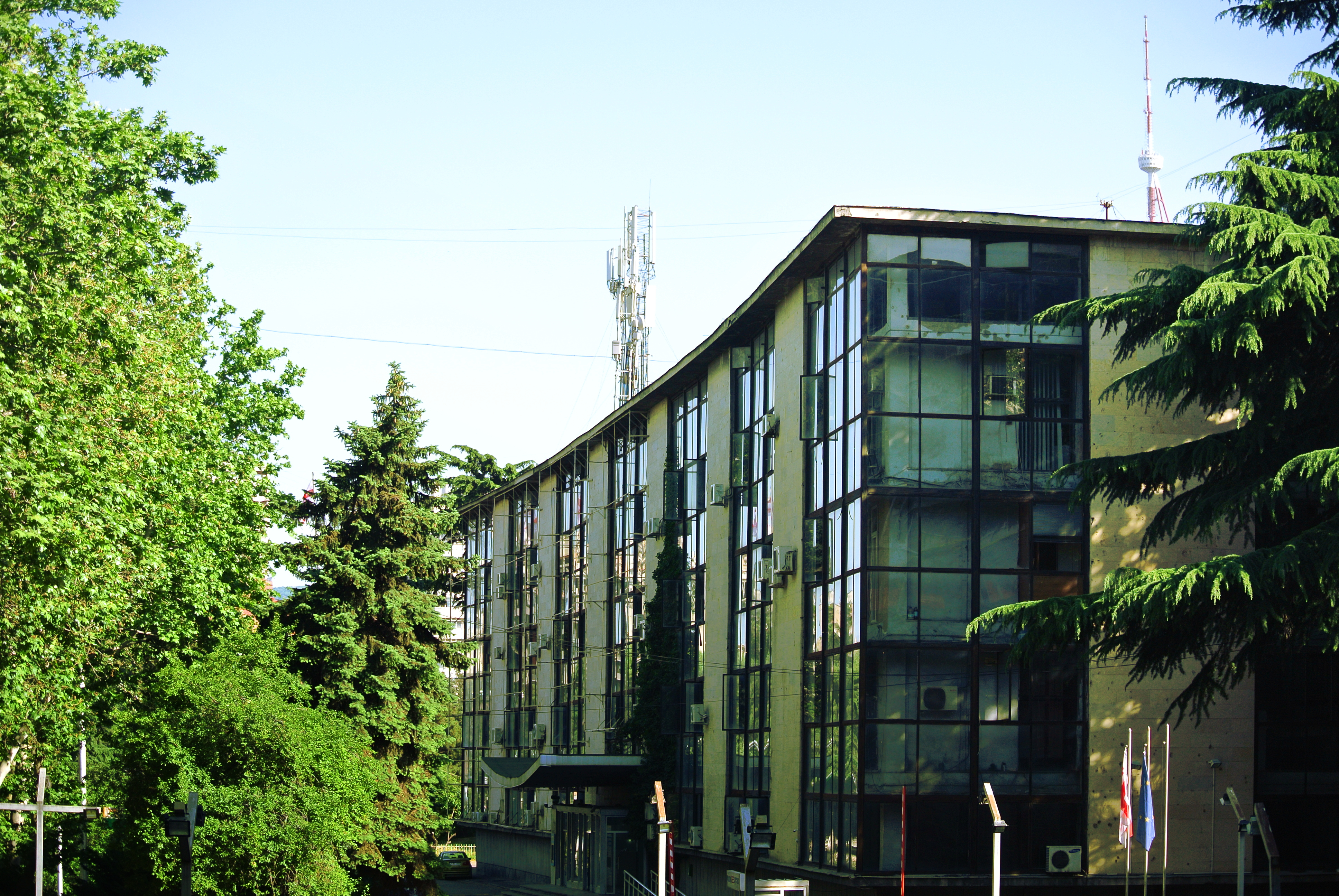
Siège de l'entreprise audiovisuelle GPB à Tbilissi.

Après plusieurs mois d'expérimentations, les émissions régulières de la radio géorgienne débutent officiellement le 25 mai 1925 sous le nom de Radio Tiflis (ancien nom de la capitale, Tbilissi). Celle-ci demeure durant plusieurs décennies l'une des principales sources d'information et de divertissement de la population, malgré la censure et la propagande qui caractérisent les médias soviétiques durant la période stalinienne. 
La télévision voit finalement le jour plus de trente ans plus tard, en 1956. Cette première chaîne est rejointe par un second canal en 1971, un an avant que ne soit inaugurée la tour de la télévision de Tbilissi, un ouvrage destiné à permettre une meilleure réception de la radio et de la télévision dans des régions souvent accidentées et isolées.
L'indépendance de la Géorgie en 1991 provoque la nationalisation de la télévision et de la radio (auparavant dépendantes de la toute-puissante Gosteleradio, la radio-télévision centrale soviétique). En 1995, le gouvernement décide la création d'une seconde station de radio orientée principalement vers la jeunesse. 
Depuis lors, la radio-télévision géorgienne opère deux chaînes de télévision et deux stations de radio. En l'an 2000, la première chaîne de télévision (SSM-1) commence ses émissions par satellite à destination de l'Europe et du Proche-Orient, d'abord à travers le satellite Eutelsat W2 (16° est), puis via le satellite Türksat 2A (42° est), lequel couvre mieux les pays du Caucase.
Un an après le déclenchement de la révolution des Roses de 2003, le parlement géorgien entame des discussions sur le futur de l'audiovisuel qui aboutissent à la refonte de la radio-télévision nationale en décembre 2004. La journaliste Tamara Kinzuraschvili est nommée à la tête de l'entreprise quelques jours plus tard.
La radio-télévision publique géorgienne est financée par une redevance instituée dans le cadre de la loi audiovisuelle du pays (article 15). Elle se veut indépendante et à l'abri de toute pression politique (qu'elle émane des principaux partis ou du pouvoir en place). Le parlement a un droit de regard sur la gestion de l'entreprise, et son directeur général doit rendre des comptes chaque année de ses choix en matière économique.

## Activités

### Télévision
- Première Chaîne;
- Seconde chaîne;
- Adjarie TV, chaîne de télévision régionale adjare.

### Radio
- Radio 1, station généraliste retransmettant des contenus d'informations et de divertissements;
- Radio 2, station thématique avec des contenus musicaux et de programmes éducatifs;
- Radio Adjarie, radio locale adjare